# Stephen Harper
Stephen Joseph Harper, född 30 april 1959 i Toronto, Ontario, är en kanadensisk politiker som var ledare för Kanadas konservativa parti från 2004 till 2015 och Kanadas premiärminister från 2006 till 2015.

## Biografi

### Bakgrund
Harper inledde sina studier vid University of Toronto för att sedan flytta till Edmonton där han fick anställning som datorprogrammerare inom oljeindustrin. Senare studerade han vid University of Calgary, varifrån han utexaminerades med en masterexamen i nationalekonomi. Harper är Kanadas förste premiärminister sedan Lester B. Pearson som inte har juristexamen.
Harper gifte sig 1993 med Laureen Teskey. De har två barn: Benjamin och Rachel. Harper är medlem i den evangelikala kyrkan Christian and Missionary Alliance (C&MA). Hans församling är allianskyrkan East Gate Alliance Church i Ottawa.

### Tidig karriär
Stephen Harpers första politiska anslutning var ungdomsorganisationen till Kanadas liberala parti. Harper bytte tidigt parti till de progressiva konservativa, eftersom han uppfattade att liberalernas politik skadade energiföretagens (oljeindustri osv.) intressen i Alberta. Han blev dock snabbt desillusionerad med Brian Mulroneys politik och lämnade också det partiet redan 1986. Han lärde känna Preston Manning som höll på med att grunda ett nytt populistiskt högerparti, Reform Party of Canada. Harper höll ett viktigt tal på mötet i Winnipeg 1987 där det nya partiet grundades med Manning som partiledare. Deborah Grey vann ett fyllnadsval 1989 och blev därmed det nya partiets första ledamot i underhuset av Kanadas parlament. Harper arbetade som Greys assistent och talskrivare fram till 1993, då han själv blev invald i parlamentet.
Harper var ledamot av underhuset för Reform Party 1993-1997. Harper blev alltmer kritisk mot Mannings populistiska stil och representerade en mera traditionellt konservativ profil inom partiet. Han bestämde sig för att inte kandidera till omval 1997 utan tog anställning av den konservativa och marknadsliberala tankesmedjan National Citizens Coalition (NCC). Harper blev senare samma år chef för NCC.

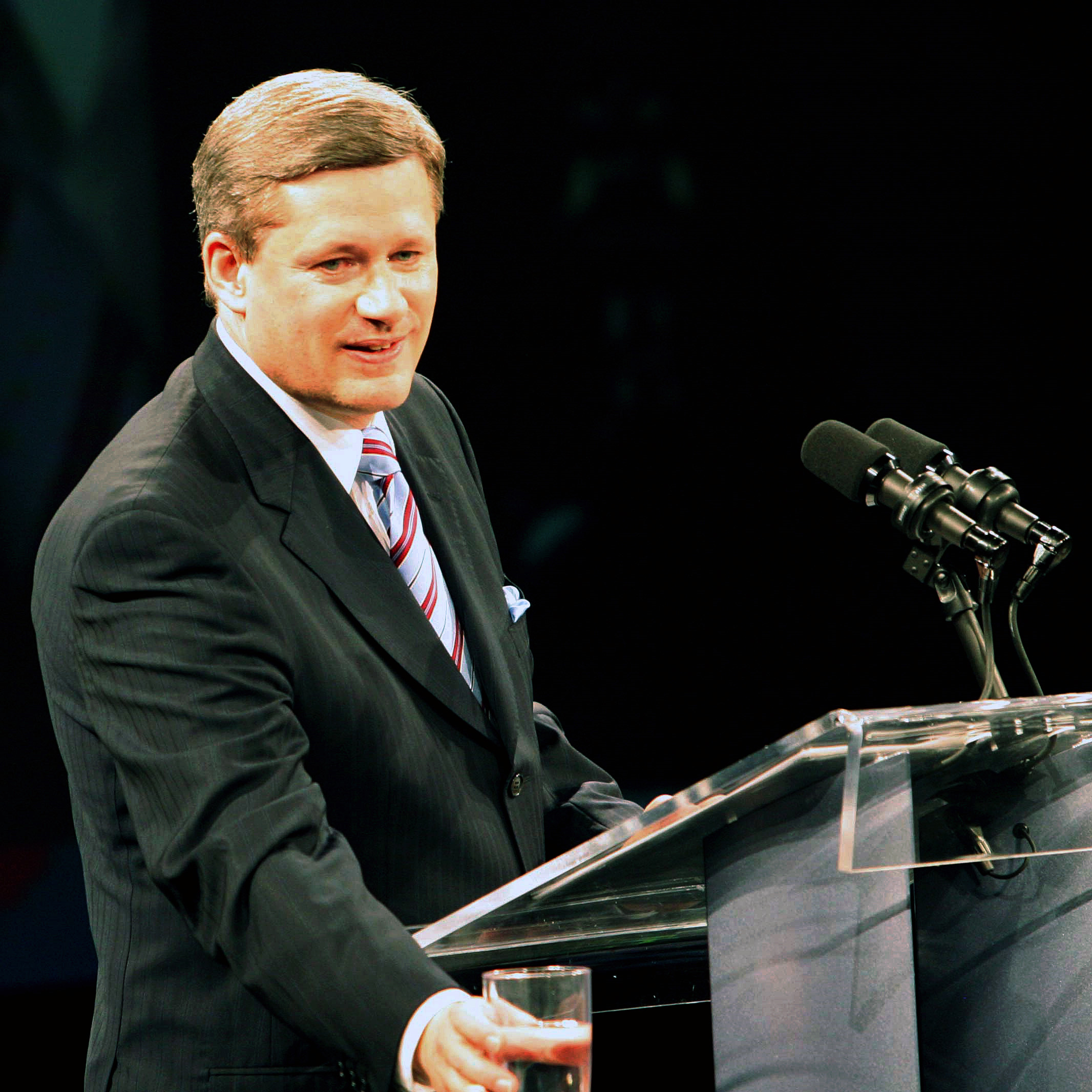
Stephen Harper talar 23 januari 2006, efter att hans parti vunnit valet.

### 2002–2004
När Reform Party 2000 ersattes av ännu ett nytt högerparti, Canadian Alliance, var Harper kritisk till Stockwell Day som valdes till partiledare. Han var rädd för att Days värdekonservatism skulle leda till att partiet alltför mycket skulle profileras som den kristna högerns parti. Harper avgick 2001 som chef för NCC och meddelade att han utmanade Day. Harper vann 2002 års partiledarval med 55% av rösterna och var partiets sista partiledare 2002-2003. I och med partiledarvalet blev Harper ledare för oppositionen i Kanada. Han ställde 2002 upp i ett fyllnadsval för valdistriktet Calgary Southwest som tidigare representerades av Preston Manning. Kanadas liberala parti följde den kanadensiska traditionen att inte ställa upp en motkandidat i den situationen och låta oppositionens nya ledare ta ett mandat i parlamentet utan motstånd. Som partiledare för Canadian Alliance riktade Harper sin energi på att förena partiet med det progressiva konservativa partiet.
2003 lyckades ha nå en överenskommelse med Peter MacKay, som samma år hade valts till partiledare för de progressiva konservativa. Båda partierna upphörde att existera, och ännu ett nytt parti (om än med ett historiskt namn) – Kanadas konservativa parti – bildades. Harper har varit partiledare för de konservativa sedan 2004.
Harpers kunskaper i franska uppskattades i 2004 års valkamp. Preston Manning, som hade lett Reform Party, talar ingen franska alls, och Stockwell Day, som hade förlorat det senaste valet för Canadian Alliance, har mycket begränsade kunskaper i språket. Fast Harper knappt förlorade valet, uppskattades hans förmåga att på kort tid förena den kanadensiska högern till ett nästan jämnstarkt alternativ till liberalerna.

### 2006–2015
Paul Martins minoritetsregering var beroende av stödet från New Democratic Party of Canada. Liberalerna tappade dock det stödet, och regeringen fick avgå efter misstroendeförklaring i november 2005. Nyval utlystes till januari 2006. Harper vann där en knapp seger och kunde forma en konservativ minoritetsregering.
I oktober 2008 hölls val till det kanadensiska underhuset (parlamentet), vilket fick till resultat att Harpers minoritetsregering omvaldes. I realiteten bestod det parlamentariska läget, mycket till Harpers besvikelse som hade hoppats på en konservativ majoritetsregering.
Den 2 maj 2011 hölls återigen val till underhuset, det femte på bara tio år. Denna gång blev resultatet att de konservativa kunde med stöd av 167 av 308 platser bilda den av Harper eftertraktade majoritetsregeringen, den första sedan Paul Martins dito föll 2004.